# Église Saint-Paterne d'Ernes
Pour les articles homonymes, voir Saint Paterne.
L'église Saint-Paterne est une église catholique située à Ernes (Calvados), en France.

## Localisation
L'église est située dans le département français du Calvados, sur la commune d'Ernes.

## Historique
L'édifice est classé au titre des monuments historiques en 1913.